# Liste auf Tonträgern erhaltener deutschsprachiger Dichterstimmen vor 1950
Rainer Maria Rilke verwunderte sich Mitte der 20er Jahre darüber, dass die im Zusammenhang mit musikalischer Wiedergabe viel gerühmte Schallaufzeichnung „mit dem gesprochenen Wort noch wenig beschäftigt sei“ und Kurt Tucholsky nannte „die Stimme der Toten“ einmal das Interessanteste in Bezug auf Schallaufnahmen. Von beiden sind aber trotz ihrer offensichtlichen Faszination für die „Stimmenmaschine“ – soweit man weiß – keine Stimmenaufnahmen erhalten geblieben, obwohl von Rilke überliefert ist, häufiger und ausgezeichneter Interpret seiner Werke gewesen zu sein und Tucholsky gar über das Radio zu hören war.

## Früheste Dokumente
Der Wert der Autorenstimme für die Schallaufzeichnung wurde erst langsam und allmählich erkannt. Das erste diesbezügliche Engagement im deutschsprachigen Raum war wahrscheinlich das Phonogramm-Archiv der Österreichischen Akademie der Wissenschaften in Wien, das sich exklusiv der Archivierung österreichischer Autorenstimmen verschrieb. Hieraus stammen denn auch die ältesten bekannten erhaltenen Aufnahmen deutschsprachiger Autorenstimmen, einmal die von Marie von Ebner-Eschenbach beim Vortrag des von ihr verfassten kleinen Liedes im Jahr 1901 und die Hugo von Hofmannsthals, die am 22. April des Jahres 1907 bei der Rezitation seines bereits vor der Jahrhundertwende verfassten Gedichts Manche freilich aufgenommen wurde. Auch Arthur Schnitzlers Stimme liegt im Phonogramm-Archiv in einer ähnlich frühen Aufnahme vor.
1929 bis etwa 1930 veröffentlichte die Deutsche Grammophon-Gesellschaft in ihrer Reihe «Dichterstimmen der Gegenwart» je eine Schallplatte mit Lesungen von Rudolf G. Binding, Theodor Däubler, Eberhard König, Joseph Georg Oberkofler, Hans José Rehfisch, Wilhelm von Scholz, Ina Seidel, Ernst Thrasolt und Carl Zuckmayer.
Die Telefunkenplatte folgte 1934 und 1935 mit der Reihe «Der Dichter spricht». Hier wurden Rezitationen von Ludwig Friedrich Barthel, Rudolf G. Binding, Fritz Diettrich, Adolf von Hatzfeld, Heinrich Lersch und Josef Magnus Wehner veröffentlicht.
Da diese Reihen bei den Käufern anscheinend auf geringes Interesse stießen, wurden sie relativ schnell wieder eingestellt.

## Beschränkung auf Zeitraum vor 1950
Die Beschränkung der Liste auf Aufnahmen aus einem begrenzten frühen Zeitraum bis 1950 hat ihren Sinn darin, dass ab den 1950er Jahren die Schallaufzeichnung immer stärker für literarische Aufnahmen und Sendungen genutzt wurde und damit auch immer mehr das Nichtvorhandensein einer Autorenstimme als Schallaufzeichnung die Rarität darstellt, zumal auch aufgrund einer für den deutschen Sprachraum bezüglich Krieg und Großkatastrophen ruhigen zweiten Hälfte des 20. Jahrhunderts kaum Aufzeichnungen verloren gingen. Autorenstimmen aus der ersten Hälfte des 20. Jahrhunderts sind weitaus rarer. Autoren von denen wie im Fall von Thomas Mann eine größere Anzahl von Aufnahmen erhalten blieb, sind selten.

## Liste
Die Liste ist neben ihrem Eigenwert als Informationsquelle in der Lage, darauf hinzuweisen, in welche Wikipedia-Artikel evtl. noch Fakten über erhaltene Aufzeichnungen von Dichterstimmen einzuarbeiten sind.
Die Liste ist noch unvollständig und bedarf der Ergänzung. Sofern bekannt steht das Aufnahmejahr der frühesten Aufzeichnung hinter dem Namen des Autors.

### Vor 1910
- Marie von Ebner-Eschenbach 1901
- Hugo von Hofmannsthal 1907
- Arthur Schnitzler 1907
- Leo Tolstoi 1909

### 1920 bis 1929
- Joachim Ringelnatz 1922
- Bertolt Brecht 1928
- Theodor Däubler 1928
- Ludwig Fulda 1929
- Rudolf G. Binding 1929
- Erich Kästner 1929
- Alfred Kerr 1929
- Thomas Mann 1929
- Carl Zuckmayer 1929

### 1930 bis 1939
- Gottfried Benn 1930
- Johannes R. Becher 1930
- Gerhart Hauptmann 1930
- Max Reinhardt 1930
- Alexander Roda Roda 1930
- Alfred Döblin 1931
- Egon Erwin Kisch 1931
- Arnold Schönberg 1931
- Franz Werfel 1931
- Ernst Barlach 1932
- Kurt Schwitters 1932
- Jakob Wassermann 1933
- Stefan Zweig 1933
- Heinrich Lersch 1934
- Karl Kraus 1934
- Friedrich Glauser 1937
- Max Halbe 1938
- Curt Goetz 1938
- Hanns Johst 1938

### 1940 bis 1949
- Ricarda Huch 1947
- Hermann Kasack 1948
- Elisabeth Langgässer 1948
- Heinz Erhardt 1949
- Hermann Hesse 1949
- Ernst Kreuder 1949
- Theodor Plivier 1949

### Aufnahmejahr unbekannt
- Ernst Toller † 22. Mai 1939
- Josef Weinheber † 8. April 1945
- Karl Valentin † 9. Februar 1948
- Friedrich Kayssler; † 1945

### Wahrscheinlich vor 1950 aufgenommen
- Clara Westhoff † 9. März 1954 (liest Gedichte ihres Mannes Rainer Maria Rilke)